# Dendropsophus leali
Dendropsophus leali là một loài ếch thuộc họ Nhái bén.
Loài này có ở Bolivia, Brasil, Peru, và có thể cả Colombia.
Môi trường sống tự nhiên của chúng là rừng ẩm vùng đất thấp nhiệt đới hoặc cận nhiệt đới, đầm lầy nhiệt đới hoặc cận nhiệt đới, đầm nước ngọt có nước theo mùa, vườn nông thôn, và rừng thoái hóa nghiêm trọng. At last assessment, Dendropsophus leali's population trend was considered stable, i.e., its population is neither increasing hoặc decreasing significantly in the wild.